# Orlando Smith
Orlando Smith, né le 28 août 1944 à Tortola, est un médecin et un homme politique britannique. Il est chef du gouvernement des îles Vierges britanniques, de 2003 à 2007 et de 2011 à 2019.

## Biographie
Médecin de profession, spécialisé en obstétrique, Orlando Smith fonde en 1999 le Parti démocratique national (NDP) dont il prend la direction. La même année, il est élu député au Conseil législatif et siège dans l'opposition. En juin 2003, le NDP remporte les élections législatives et Orlando Smith devient ministre en chef du territoire. En revanche, en août 2007, il est battu par le Parti des îles Vierges (VIP) et Smith est remplacé par Ralph T. O'Neal. Quatre ans plus tard, le NDP est de nouveau vainqueur et Smith devient Premier ministre, avant d'être reconduit après les élections du 8 juin 2015. 
Le 23 juin 2018, Smith est remplacé à la tête du NDP par Myron Walwyn mais il conserve son poste de Premier ministre. Il ne se représente pas aux élections du 25 février 2019, qui voient la victoire du VIP, et est remplacé le lendemain au poste de Premier ministre par Andrew Fahie.